# حريش جليدي
حريش جليدي (الاسم العلمي:Lithobius glacialis) هو نوع من المفصليات يتبع جنس الحريش من الفصيلة الحريشية.